# Tecnocracia

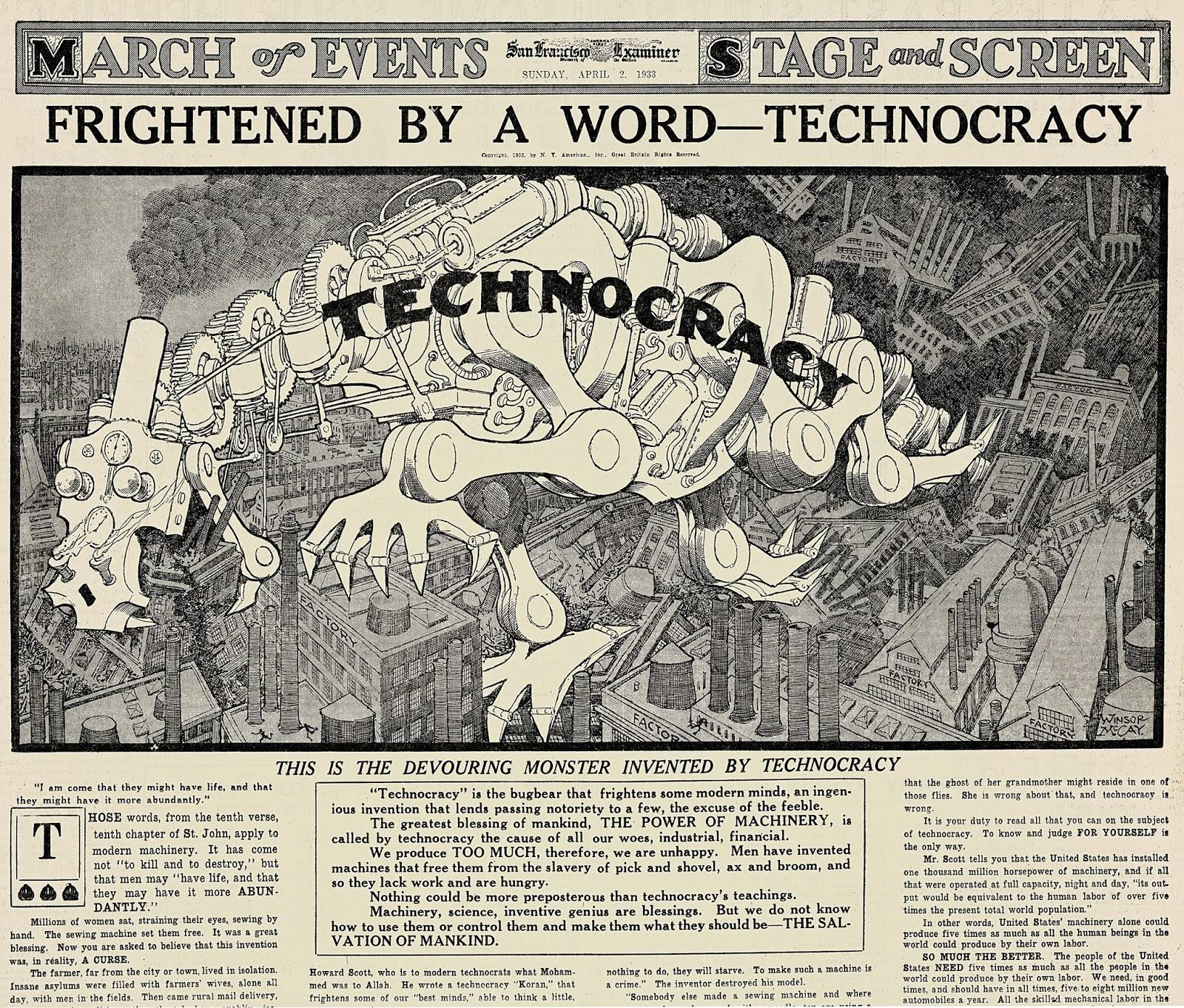
Publicação do San Francisco Examiner sobre tecnocracia apresentando uma ilustração de Windsor McCay de um dinossauro robótico

Tecnocracia é um sistema ideológico de governo no qual os tomadores de decisão são selecionados com base em sua experiência em uma determinada área de responsabilidade, particularmente no que diz respeito ao conhecimento científico ou técnico. Em sentido mais estrito, o termo tecnocracia se refere ao modelo de governabilidade funcional, no qual há aplicação das ciências no ciclo de todas as cadeias produtivas, garantindo a sustentabilidade. 
O termo era usado originalmente para designar a aplicação do método científico na resolução de problemas sociais, em contraste com a tradicional abordagem política. No entanto, a palavra tecnocracia tem sido usada popularmente para indicar qualquer tipo de administração feito por especialistas de qualquer campo (não apenas da ciência física) e em diversos contextos.
Isto significa que, no lugar de convenções econômicas obsoletas  - e paradoxalmente em uso como "Dois Tratados sobre o Governo" de 1689 de John Locke - os conceitos de "mão invisível sobre a economia" e "raça de trabalhadores" seriam substituídos por métodos científicos para gestão dos recursos e da sociedade.
Os esforços para capacitação técnica, o planejamento rigoroso para o desenvolvimento, a industrialização, a geração de empregos para cargos altamente especializados, a criação de infraestrutura a partir da economia inovadora, o aumento na qualidade da Educação Fundamental, Média e Superior com produção de Ciência & Tecnologia fariam dos cidadãos cientistas que governariam um Tecnado. Deste modo, o Tecnado substituiria a República e os representantes que ocupam os poderes legislativos e executivos seriam escolhidos com base na experiência, no notório saber e pelas contribuições à humanidade – qualquer que seja o campo científico.
As aptidões técnicas e de liderança seriam selecionadas através de processos burocráticos, assentes no desempenho e conhecimentos especializados, ao invés de uma eleição "democrática representativa" cujo dispositivo é apenas o convencimento pelo marketing ao invés da competência.

## História do termo
O termo tecnocracia deriva das palavras gregas tekhne, que pode significar técnica, destreza, habilidade ou aptidão. Ao passo que kratos, designa governo. William Henry Smith, um engenheiro californiano, é apontado como o inventor do termo tecnocracia em 1919, que o definia como "the rule of the people made effective through the agency of their servants, the scientists and engineers", embora a palavra já tivesse sido usada várias vezes antes.

## História do projeto de governabilidade
O pensamento tecnocrata se origina nas raízes da Escola de Pitágoras cujo projeto era implantar "o Governo dos Sábios". Pitágoras - mais de 2500 anos atrás - pode ser considerado “o primeiro pensador tecnocrata” que lutou pela causa do saber contra a tirania sendo perseguido e condenado à morte. Entretanto, os seus discípulos disseminaram suas ideias que permanecem atuais. Para os pitagóricos a atividade científica seria a forma mais elevada de purificação da alma.
Na modernidade, o Conde de Saint-Simon foi quem concebeu a Tecnocracia em  1814: "a economia não é uma ciência; é meramente uma política disfarçada".
No início do século XX a Aliança Técnica, composta por diversos cientistas dos quais o mais conhecido foi Albert Einstein, forma as bases para a Tecnocracia atualizada. Albert Einstein disse em tempos que "estamos no alvorecer de um novo mundo. Os cientistas têm dado aos homens poderes consideráveis. Os políticos se aproveitaram deles. O mundo deve escolher entre a desolação indizível de mecanização para o lucro ou conquista, ou a juventude vigorosa da ciência e da técnica para atender às necessidades sociais de uma nova civilização".

## Usos da imprensa atual do termo
Após a crise das dívidas soberanas, o termo tecnocrata foi novamente usado na imprensa europeia. Estes, tais como os primeiros-ministros de Itália (Mario Monti) e da Grécia (Lucas Papademos), foram vistos por uns como solucionadores de problemas que os políticos não conseguiram resolver e, por outros, como pessoas catapultadas para o topo da política, a fim de pôr em prática as ordens dos seus "diretores" na Alemanha e na França, tendo por conseguinte a palavra tecnocrata, adquirido uma conotação pejorativa.

## A tecnocracia no Brasil
A identidade brasileira se relaciona com sua expressão máxima, considerando que na bandeira nacional existe o lema: "Ordem e Progresso". Este lema foi criado por Auguste Comte que foi secretário e discípulo de Saint-Simon, o influenciando a criar o positivismo. A proposta de Comte era a fundação de uma nova civilização pautada na humanidade unida sob a Sociocracia: uma releitura da tecnocracia. Esta releitura chegou ao ápice em 1881 com construções de templos para humanidade.
O idealizador da Tecnocracia no Brasil foi Abílio de Nequete que fundou o Partido Tecnocrata em 1926, sob a máxima. “técnicos de todos os países, uni-vos”.
Entretanto, a Tecnocracia se iniciou durante o Estado Novo quanto houve a industrialização do país e as conquistas dos direitos trabalhistas. O então presidente Getúlio Vargas discursou no dia 4 de maio de 1931: "A época é das assembleias especializadas, dos conselhos técnicos integrados à administração. O Estado puramente político, no sentido antigo do termo, podemos considerá-lo, atualmente, entidade amorfa, que, aos poucos, vai perdendo o valor e a significação".
O aprofundamento da Tecnocracia se daria com João Goulart pelas reformas de base, mas o presidente foi deposto do cargo após uma alegada tentativa de mobilizar uma revolução no país.
Os setores da alta sociedade civil conservadora e militar brasileira subverteram o projeto tecnocrata que teve seu conceito adaptado para a realidade autoritária e caracterizava-se primariamente por um crescimento econômico baseada em sistemas de exclusão da classe trabalhadora das decisões políticas. Paralelamente ao endurecimento do regime, o governo militar punha em ação o plano de modernização da indústria nacional, baseada na racionalidade tecnicista. A Plutocracia que interrompeu a Tecnocracia no Brasil foi marcada por intervenções negativas do Estado na política econômica.
Entretanto, depois do fim da Ditadura Militar houve iniciativas democráticas de partidos com traços tecnocratas de Getúlio Vargas e João Goulart tendo em vista consolidar o Brasil como grande potência:
1. PRONA [Partido de Reedificação da Ordem Nacional], de extrema-direita: foi extinto depois da morte de seu líder Enéas Ferreira Carneiro;
2. PDT [Partido Democrático Trabalhista], de centro-esquerda: foi enfraquecido e perdeu as características originais depois da morte de seu líder Leonel Brizola.